# Turak fioletowy
Turak fioletowy (Tauraco violaceus) – gatunek średniej wielkości ptaka z rodziny turakowatych (Musophagidae). Występuje w Afryce Zachodniej i Środkowej. Nie jest zagrożony wyginięciem.

## Taksonomia
Po raz pierwszy gatunek opisał Paul Erdmann Isert w 1788, nadając mu nazwę Musophaga violacea. Obecnie (2021) Międzynarodowy Komitet Ornitologiczny (IOC) umieszcza go w rodzaju Tauraco. Niektórzy autorzy nadal jednak zaliczają go do Musophaga. IOC uznaje turaka fioletowego za gatunek monotypowy. Ptaki ze wschodniej części zasięgu opisano jako odrębny podgatunek, T. v. savannicola.

## Morfologia
Długość ciała wynosi 45–50 cm, masa ciała około 360 g. U ptaków dorosłych ciemię i tył głowy mają barwę szkarłatną. Pokrywy uszne białe. Reszta upierzenia fioletowopurpurowa. U samców lotki są czerwone. Wokół oczu dostrzec można jaskrawoczerwoną nagą skórę. Pióra są miękkie i jedwabiste. Żółta płytka czołowa.

## Zasięg występowania
Turaki fioletowe zamieszkują obszar od południowej Senegambii i Gwinei na wschód po północną Nigerię i północno-zachodni Kamerun, dalej na południe po Wybrzeże Kości Słoniowej, Ghanę i Togo (z pominięciem Sierra Leone, Liberii i pozostałej części Nigerii). Izolowana populacja zamieszkuje skrajnie południowy Czad i północną Republikę Środkowoafrykańską.

## Ekologia i zachowanie
Turaki fioletowe występują w zaroślach i rzadkich nadrzecznych lasach; gniazdują także w okolicach dużych miast, w parkach i na obszarach rolniczych. Żywią się owocami, jagodami i nasionami, przy czym preferuje figi. Zjada również drobne bezkręgowce.

### Lęgi
Okres lęgowy w Senegambii przypada na kwiecień, w Nigerii na okres od czerwca do października. Gniazdo, budowane 5–6 m nad ziemią jest platformą z gałęzi, przypominającą gniazda gołębi. Zniesienie liczy 2 jaja. Inkubacja trwa 21–24 dni, wysiadują oba ptaki z pary. Młode opuszczają gniazdo po czterech tygodniach, często zanim jeszcze nauczą się latać.

## Status
IUCN uznaje turaka fioletowego za gatunek najmniejszej troski (LC, Least Concern) nieprzerwanie od 1988 (stan w 2021). Liczebność światowej populacji nie została oszacowana, ale ptak ten opisywany jest jako lokalnie pospolity, a gdzieniegdzie bardzo pospolity. Ze względu na brak dowodów na spadki liczebności bądź istotne zagrożenia dla gatunku BirdLife International uznaje trend liczebności populacji za stabilny.